# Basavaraj Somappa Bommai

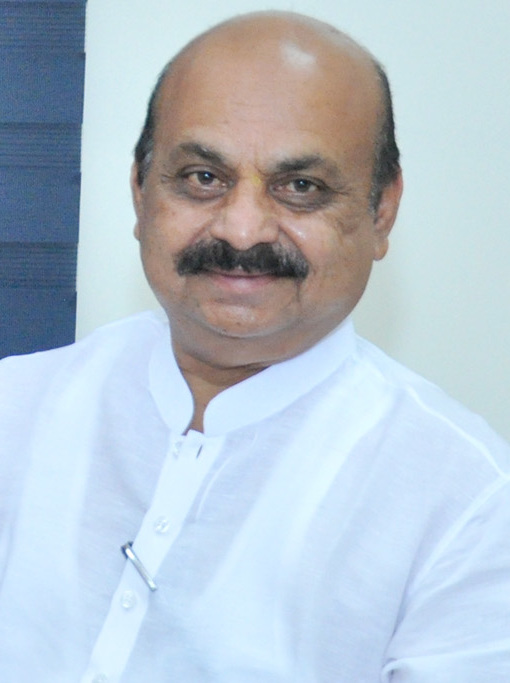
B. S. Bommai im Juli 2021

Basavaraj Somappa Bommai (Kannada ಬಸವರಾಜ ಬೊಮ್ಮಾಯಿ; * 28. Januar 1960 in Hubli, Mysore, heute Hubballi-Dharwad, Karnataka) ist ein indischer Politiker. Vom 28. Juli 2021 bis 15. Mai 2023 war er Chief Minister des südindischen Bundesstaats Karnataka.

## Biografie
Bommai ist der Sohn des früheren Chief Ministers S. R. Bommai und dessen Frau Gangamma. Sein Vater S. R. Bommai war anfänglich in der Kongresspartei aktiv, hatte sich später der neu gegründeten Janata Party anschlossen und amtierte 1988 bis 1989 als Chief Minister von Karnataka. Die Familie gehört der politisch einflussreichen Kaste der Lingayat aus dem Norden Karnatakas, die etwa 17 % der Bevölkerung des Bundesstaats ausmacht, an. Der Sohn B. S. Bommai besuchte die Rotary English Medium School in Deshpande Nagar, dann das P C Jabina Science College und studierte anschließend Maschinenbau am B V Bhoomareddy College of Engineering and Technical Education in Hubli-Dharwad (Karnataka), wo er einen Ingenieursabschluss erlangte. Anschließend war er eine Zeitlang bei TELCO (heute Tata Motors) in Pune angestellt. Später war er als selbstständiger Geschäftsmann tätig. Ab den 1990er Jahren wurde er politisch aktiv, zunächst in der Janata Dal. Zwischen 1998 und 2008 war er Mitglied des Legislative Councils (Legislativrats), der ersten Kammer des Parlaments von Karnataka. Im Februar 2008 wechselte Bommai – mittlerweile Mitglied der Nachfolgepartei Janata Dal (United) (JD(U)) – zusammen mit 22 anderen JD(U)-Funktionären zur Bharatiya Janata Party (BJP) und wurde bei den Wahlen 2008, 2013 und 2018 jeweils im Wahlkreis 83-Shiggaon als Kandidat der BJP in die  Legislativversammlung (Legislative Assembly), die zweite Kammer des Parlaments von Karnataka, gewählt. Zwischen 2008 und 2013 war er Minister für Wasserressourcen und von 2018 bis 2021 Innenminister von Karnataka.
Im Jahr 2021 kam es zu einer Führungskrise in der BJP in Karnatkata. Einzelne unzufriedene BJP-Funktionäre forderten die Ablösung des seit 2019 im Amt befindlichen Chief Ministers B. S. Yeddyurappa. Hinter den Unzufriedenheiten verbarg sich auch die Sorge, dass die BJP die im Jahr 2023 anstehende Wahl in Karnataka mit dem mittlerweile 79-jährigen Yeddyurappa an der Spitze nicht würde gewinnen können. Die BJP-Führung in Delhi dementierte zunächst, dass es in Karnataka eine politische Krise gäbe und versicherte Yeddyurappa ihrer Unterstützung. Letztlich wurde dieser aber dann doch zum Rücktritt gedrängt, der am 26. Juli 2021 erfolgte. Am 28. Juli 2021 wurde Basavaraj Somappa Bommai als sein Nachfolger im Amt des Chief Ministers vereidigt. Als mögliche Gründe für die Auswahl Bommais wurden von Beobachtern seine Zugehörigkeit zur einflussreichen Lingayat-Kaste (der auch Vorgänger Yeddyurappa angehörte), seine bisherige weitgehende Skandalfreiheit, Parteiloyalität und sein ausgleichendes Auftreten genannt.
Mit dem Amtsantritt Bommais übernahm in Karnataka zum zweiten Mal ein Sohn eines ehemaligen Chief Ministers das frühere Amt seines Vaters. Das erste Mal war dies beim Duo H. D. Deve Gowda und H. D. Kumaraswamy der Fall gewesen.
Bommai hat mit seiner Frau Chennamma einen Sohn und eine Tochter.